# سیارک ۸۰۱۷۹
سیارک ۸۰۱۷۹ (به انگلیسی: 80179 Vaclavknoll، نامگذاری:1999VK) هشتاد هزار و صد و هفتاد و نهمین سیارک کشف شده‌است که در ۱ نوامبر ۱۹۹۹ کشف شد.